# Burletta
A burletta (az olasz burla, jelentése tréfa, móka) humoros színezetű, groteszk vagy tréfás kompozíció neve. A 17-18. században főleg a vígoperák (opera buffa) megnevezésére szolgált. A burletta ugyanakkor a zongorairodalomban is használatos műfaji megjelölés, hasonló a humoreszkhez. Bartók VI. vonósnégyesében is szerepel egy Burletta nevet viselő, groteszk hangvételű tétel. Angliában a burletta kifejezést használták azon művekre, melyek az operát gúnyolták anélkül, hogy a zenét parodizálták volna. Az angol burletták az 1760-as években jelentek meg, az elsőt Midas címmel Kane O’Hara írta.